# مدرسة ثانوية فيروز بهرام
مدرسة ثانوية فيروز بهرام هي مدرسة تاريخية تعود إلى دولة بهلوية، وتقع في طهران.